# 659 Nestor
659 Nestor là một tiểu hành tinh Troia thuộc phe Hy Lạp, của Sao Mộc ở vành đai chính.
Ngày 30.6.2006 người ta đã quan sát thấy nó che khuất thiên thể TYC 6854-00630, trong 9,52 giây đồng hồ, tính ra nó có đường kính ít nhất là 109 km.
Tiểu hành tinh này do Max Wolf phát hiện ngày 23.3.1908 ở Heidelberg, và được đặt theo tên Nestor trong thần thoại Hy Lạp